# ملانچا
ملانچا (به صربی: Mlanča) یک منطقهٔ مسکونی در صربستان است که در کرالیفو واقع شده‌است.